# Francesco Molino
Francesco Molino (né à Ivrée le 4 juin 1768 et mort en 1847 à Paris) est un guitariste, violoniste et compositeur italien.

## Biographie
Molino s'installe en 1820 à Paris où il s'appelle François Molino, il exerce une activité de concertiste, compositeur et pédagogue. Il publie des œuvres pour guitare solo, des duos avec violon, flûte ou piano, des trios ainsi qu'un concerto pour guitare et orchestre. Une importante œuvre pédagogique est sa Grande Méthode complète, op. 46 (1826). Molino fut un des guitaristes les plus importants parmi les nombreux compositeurs italiens venus dans le Paris d'après la Révolution française.